# Збірна Марокко з хокею із шайбою
Збірна Марокко з хокею із шайбою — національна чоловіча збірна команда Марокко, яка представляє країну на міжнародних змаганнях з хокею. Функціонування команди забезпечується Хокейною асоціацією Марокко.

## Історія
У червні 2008 року збірна Марокко взяли участь у Арабському Кубку з хокею в Абу-Дабі, у турнірі брали участь також національні збірні Алжиру, ОАЕ та Кувейту. Дебютний свій матч марокканці програли збірній ОАЕ 0:9. Перший в історії гол закинув Ясін Аразем у матчі проти збірної Кувейту. 
22 травня 2010 року ІІХФ оголосила, що Марокко стає асоційованим членом.